# Franjevloksteeltje
Het franjevloksteeltje (Flammulaster muricatus) is een schimmel behorend tot de familie Tubariaceae. Het leeft saprotroof op sterk verrot loofhout in loof- en gemengd bos op droge zandgrond en vochtige klei. Vruchtlichamen verschijnen van juni tot oktober.

## Kenmerken

### Uiterlijke kenmerken
Hoed
De hoed heeft een diameter tot 3 cm. Hij is convex. De rand is aanvankelijk gekruld en vervolgens recht. Het oppervlak is oranje, roodbruin of bruin, volledig bedekt met dichte vezels die uitstekende vlokken van dezelfde kleur vormen. Ze steken naar buiten aan de rand van de hoed.
Lamellen
De lamellen zijn middeldicht, baaivormig, lichte oker van kleur. De lamelsnede is ongelijk, iets helderder dan de bladen.
Steel
De steel is met of zonder nauwelijks zichtbare ring. Het onderste deel is bedekt met dichte, uitstekende schubben die dezelfde kleur hebben als de hoed. Het bovenste gedeelte is lichter gekleurd.
Sporenprint
De sporenprint is van lichtbruin tot bruin. 

### Microscopische kenmerken
De sporen zijn boonvormig, met soms lastig zichtbare kiempore en meten 6,5–8,2 × 4–5 µm. De hoedbekleding bestaat uit ronde tot ellipsoïde cellen.

## Verspreiding
Het franjevloksteeltje komt voor in Noord-Amerika, Europa, Rusland en Kenia.
In Nederland komt het franjevloksteeltje zeer zeldzaam voor. Het staat op de rode lijst in de categorie 'Ernstig Bedreigd'.